# Wasilij Zawojko
Wasilij Stiepanowicz Zawojko (ros. Василий Степанович Завойко; ur. 27 lipca 1812, zm. 28 lutego 1898) – admirał floty rosyjskiej.

## Życiorys
Pochodził z ukraińskiej szlachty, urodził się w guberni połtawskiej.
W roku 1827, będąc w stopniu miczmana, brał udział w bitwie pod Navarino, w której połączone siły rosyjsko-brytyjsko-francuskie starły się z flotą egipsko-turecką. Później, w latach 1835-1838 dwukrotnie okrążył glob ziemski. W 1840 zatrudnił się w Kompanii Rosyjsko-Amerykańskiej (Russian-American Company; Российско-американская компания) i jako jej przedstawicielowi powierzono mu kierowanie portem w Ochocku, gdzie znajdowała się faktoria Kompanii.
Pełniąc tę funkcję doszedł do wniosku, że położenie tego portu nie jest korzystne ze względu na interesy handlowe Kompanii, bo położony jest on zbyt daleko (około tysiąca wiorst) od sieci dopływów rzeki Leny, dzięki którym w tamtym rejonie możliwa jest komunikacja z Syberią i transport jej bogactw. Zawojko doradził Kompanii przeniesienie portu gdzie indziej i otrzymawszy od Kompanii polecenie wyszukania odpowiedniego miejsca zaproponował budowę faktorii i portu około 300 wiorst na południowy zachód od Ochocka nad zatoką Ajan. Podczas swojej eksploracji wybrzeża Morza Ochockiego odkrył ujście rzeki Amur do morza Sprawozdania Wasilija Zawojki, z których wynikało potencjalnie duże znaczenie odkrytych przez niego rejonów spowodowały, że w 1846 Rosja skierowała tam ekspedycje badawczą, a następnie, w ramach tzw. "Aneksji Amuru" (1858-1860) odebrała Chinom te obszary, które dziś składają się na Kraj Nadmorski i Kraj Chabarowski.
W 1849 Zawojko został mianowany gubernatorem Kamczatki i dowódcą portu w Pietropawłowsku Kamczackim. Podczas jego rządów na Kamczatce rozwijało się wielorybnictwo i przemysł odlewniczy, rozbudowana została również tutejsza baza wojskowa. Zreorganizował też lokalny handel, który do tej pory miał głównie charakter wymienny, na czym tracili miejscowi Kamczadalowie, nie znający rzeczywistej wartości oferowanych przez nich wyrobów futrzarskich. Zawojko polecił zatrudnić specjalnego urzędnika, pod którego nadzorem dokonywano transakcje, dzięki czemu ograniczone zostały będące do tej pory na porządku dziennym praktyki oszukańcze. Chcąc doprowadzić do rozwoju hodowli polecił sprowadzić z Ajany 300 krów, które zostały rozesłane mieszkańcom Kamczatki. Próbował też zachęcić ich do uprawiania ziemi, rozwijania ogrodnictwa (m.in. zalecał im uprawianie ziemniaków na własnych zagonach). 
W rejonie gorących źródeł nad rzeką Paratunką (ok. 70 km na południowy zachód od Pietropawłowska Kamczackiego) zorganizował ośrodek kwarantanny dla trędowatych.
Podczas wojny krymskiej i oblężenia Pietropawłowska (28.8.1854 - 7.9.1854) Zawojko skutecznie dowodził obroną miasta. Na początku 1855 r. postanowiono przenieść wojenny port z Pietropawłowska Kamczackiego na wschodnie wybrzeże Syberii, do ujścia rzeki Amur. Rosyjska eskadra przepłynęła przez zamarznięte wody Morza Ochockiego i dotarła do ujścia Amuru na początku maja. Pomimo brytyjskiej blokady morskiej tej okolicy, korzystając z osłony mgły Rosjanie rozładowali swoje okręty na brzeg i w ciągu dwóch miesięcy wybudowali bazę wojskową Nikołajewsk nad Amurem.
W 1856 roku Zawojko wyjechał z Pietropawłowska, wezwany do Sankt Petersburga, gdzie został mianowany członkiem Naczelnego Sądu Morskiego (морского генерал-аудиториата).
Żonaty z Julianą Wrangel, bratanicą admirała Ferdynanda von Wrangla; miał z nią pięciu synów i sześć córek.
Na cześć Wasilija Zawojki jego imieniem nazwano półwysep i leżące na nim osiedle na południu Pietropawłowska Kamczackiego.